# Cyrtandromoea angustifolia
Cyrtandromoea angustifolia là một loài thực vật có hoa trong họ Tai voi. Loài này được (Miq.) C.B.Clarke mô tả khoa học đầu tiên năm 1883.